# ستاد غاستون جيرارد

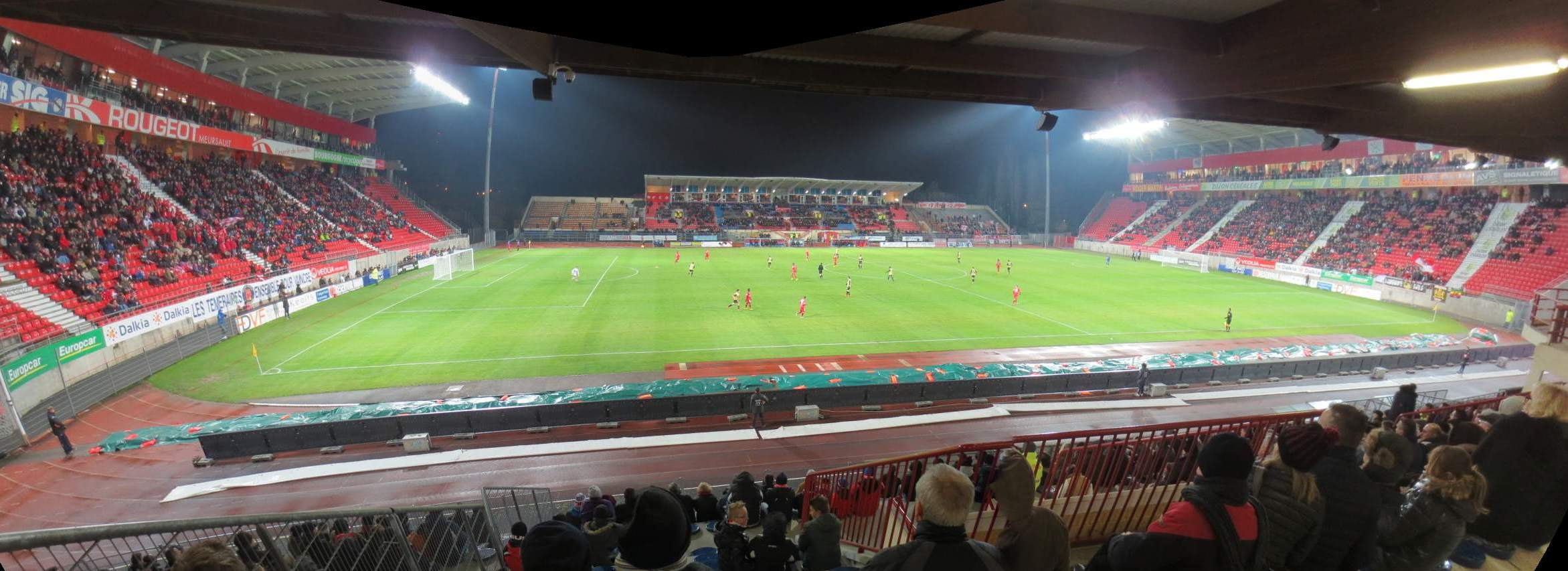
ستاد غاستون جيرارد

ستاد غاستون جيرارد (بالفرنسية: Stade Gaston Gérard)‏، هو ملعب رياضي لكرة القدم في مدينة ديجون الفرنسية، يتسع نحو 15.995 متفرج.
بدأ تجديد الملعب عام ٢٠١٦، بهدف زيادة سعته إلى ٢٠ ألف مقعد. المهندس المعماري للمشروع هو جان جيرفيلي، وتبلغ تكلفته الإجمالية ١٩ مليون يورو.

## وصلات خارجية
- Dijon stadium entry
- Site officiel du DFCO
- Stade Gaston-Gérard, siège du club de football DFCO